# Ma tante Alice
Ma tante Alice est une série télévisée humoristique québécoise en 19 épisodes de 25 minutes scénarisée par Marcel Gamache dont treize épisodes ont été diffusés du 5 septembre 1988 au 9 janvier 1989 à la Télévision de Radio-Canada. La série a été retirée des ondes en décembre car elle n'a pas connu le succès escompté.

## Synopsis
La vie rocambolesque de Tante Alice, une septuagénaire vivant avec son neveu.

## Fiche technique
- Scénarisation : Marcel Gamache
- Réalisation : André Bousquet, Claude Maher et Royal Marcoux
- Société de production : Société Radio-Canada

## Distribution
- Janine Sutto : Alice Prud'homme
- Pierrette Robitaille : Huguette Vaillant
- Patrice L'Écuyer : Henri Boucher
- Jean-Pierre Chartrand : Bernard Prégent
- Claude Grisé : Laurier Thibodeau
- Carol Jones : Virginie Valois
- France Labonté : Irène Labrosse
- Marc Legault : Lucien Labrosse
- Christine Paquette : Sylvie Prégent
- Gérard Paradis : Oncle Eugène
- Hélène Rollan : Thérèse Thibodeau
- Charles Vinson : Lomer Thibodeau